# Керимов, Вагиф Юнус оглы
Керимов, Вагиф Юнус оглы (азерб. Kərimov Vaqif Yunus oğlu; род. 5 июля 1949, Баку) — учёный-геолог.

## Биография
Родился 5 июля 1949 года в Баку. В 1971 году окончил геологоразведочный факультет Азербайджанского института нефти и химии по специальности «горный инженер — геолог».
После учёбы остался работать в институте, пройдя путь от инженера до декана геологоразведочного факультета (1986—1994).
В 1975 году защитил кандидатскую диссертацию, в 1983 году — докторскую диссертацию на соискание ученой степени доктора геолого-минералогических наук по специальности «геология, поиски и разведка нефтяных и газовых месторождений».
На протяжении ряда лет являлся президентом, председателем совета директоров Межреспубликанской хозяйственной ассоциации «Развитие» (Москва, Баку, 1989—1992), вице-президентом по геологии и геофизике ЗАО «Морнефть» (Москва, 1992—2002), советником Генерального директора ОАО «Оренбургнефть» ТНК (Оренбург, Бузулук, 2002—2003), директором Московского представительства ОАО «Ямалнефть» (Москва, 2003—2004), генеральным директором Саракташской нефтегазоразведочной экспедиции глубокого бурения и Оренбургской нефтегазоразведочной компании (Оренбургская область).

## Научная деятельность
Автор 20 монографий и учебников, более 140 научных статей в том числе учебников «Теоретические основы и методы поисков и разведки скоплений нефти и газа», «Нефтегазопоисковая и промысловая геология», «Общая и региональная геотектоника», «Геология СССР»; монографий — «Шельф, его изучение и значение для поисков и разведки скоплений нефти и газа», «Поиски и разведка залежей нефти в стратиграфических и литологических ловушках», «Поиски и разведка морских месторождений нефти и газа» и другие.
Читает лекции по дисциплинам: «Теоретические основы и методы поисков и разведки нефти и газа»; «Проектирование и управление поисково- разведочными работами на нефть и газ».

## Награды
- Орден Трудового Красного Знамени (1976)
- Медаль «В ознаменование 100-летия со дня рождения Владимира Ильича Ленина» (1970)
- Почётное звание Заслуженный геолог Российской Федерации (2019)[2]
- Премия имени И. М. Губкина (совместно с В. И. Ермолкиным, за 2016 год) — за учебник «Геология и геохимия нефти и газа»
- Две Почётные грамоты Верховного Совета Азербайджанской ССР (1971, 1977)
- Почётная грамота губернатора Оренбургской области (2008)